# كاثرين هاير
كاثرين باتريشيا (بالإنجليزية: Kathryn P. Hire)‏ «كاي» تأجير (من مواليد 26 أغسطس 1959 في موبايل، ألاباما) رائدة فضاء وكابتن لدى ناسا في قوات البحرية الأمريكية التي طارت على متن مهمتين لمكوك الفضاء.

## التعليم
التحقت بمدرسة القديس بيوس العاشر الكاثوليكية الابتدائية، موبايل، ألاباما، 1973 ومدرسة مورفي الثانوية، موبايل، ألاباما، 1977.
حصلت على درجة بكالوريوس العلوم في الهندسة والإدارة من أكاديمية الولايات المتحدة البحرية، 1981 وشهادة ماجستير العلوم في تكنولوجيا الفضاء من معهد فلوريدا للتكنولوجيا في عام 1991.